# Liste der Naturdenkmäler im Landkreis Rottal-Inn
Im Landkreis Rottal-Inn gab es im April 2024 insgesamt 60 ausgewiesene Naturdenkmäler.